# Szerelmesek találkozása
A Szerelmesek találkozása (másik nevén Randevú) Csontváry Kosztka Tivadar 1902 körül készített olajfestménye. Az alkotás kulcsszerepet játszik festőjének életművében, ugyanis az elkészülés idejében zárult le Csontváry stíluskereső időszaka, és 1902-től lépett érett korszakába. A festményt 2012 márciusában magántulajdonból ellopták, viszont másfél hónappal később sértetlen állapotban megtalálták.

## Története
A Csontváry Kosztka Tivadar által 1902 körül festett olajfestmény először Lehel Ferenc 1931-ben megjelent Csontváry Kosztka Tivadar, a posztimpresszionizmus magyar előfutára című monográfiájában jelent meg fekete-fehér képként, mely csupán a festmény központi alakjait –, egy szerelmespárt, valamint a mellettük alvó angyalt – ábrázolta.
A festményt elveszettnek hitték, de végül kiderült, hogy egy család birtokában volt a festmény. A nem műgyűjtéssel foglalkozó család tagjai 60 éven át titokban tartották, hogy ők birtokolják a műalkotást, azonban 2006 novemberében felfedték a festmény hollétét Kieselbach Tamás műkereskedőnek, arra kérve őt, hogy adja el képüket.
A felfedezést követően a Magyar Nemzeti Galéria főrestaurátora, Pető Károly megtisztította a képet, majd megállapította, hogy az alkotás eredeti. A Kulturális Örökségvédelmi Hivatal adatai alapján a művet 2006 decemberében 85 millió forintos kikiáltási áron árverezték el. A festményt egy magát megnevezni nem kívánó műgyűjtő vásárolta meg 230 millió forint ellenében, jutalékokkal együtt 280 millió forintot kellett fizetnie a vevőnek. Ezzel az értékkel a Szerelmesek találkozása lett az addig eladott legdrágább magyar festmény, hiszen megdöntött egy 2003-as, 220 millió forintos aukciós rekordot, amelyet egy Munkácsy Mihály-alkotás tartott.
Az alkotást 2012. március 15-én ellopták az akkori tulajdonos gyűjteményéből. Az eltulajdonított alkotások között volt még több más alkotótól származó festmény is, a tettesek többek közt elvitték Szinyei Merse Pál Vadregényes táj, valamint Mednyánszky László Csavargó és a Holdsütés című műveit is, melyeket tulajdonosa egyenként több tízmillió forintos áron vásárolt meg. A nagy értéket képviselő festményt végül 2012. április 28-án a rendőrök a másik három ellopott műtárggyal együtt sértetlen állapotban megtalálták egy budapesti lakásban, még azelőtt, hogy értékesítették volna.

## Kapcsolódó szócikk
- Traui tájkép naplemente idején